# Charles W. Fairbanks
Charles W. Fairbanks (teljes nevén Charles Warren Fairbanks; (Unionville Center, 1852. május 11. – Indianapolis, 1918. június 4.) 1897–1905 között Indiana állam szenátora, valamint Theodore Roosevelt elnöksége alatt 1905. március 4. – 1909. március 4. között az Amerikai Egyesült Államok 26. alelnöke.